# Carl Ruland

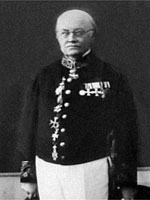
Carl Ruland

Carl Ruland (auch Karl Ruland) (* 15. Juli 1834 in Frankfurt am Main; † 13. November 1907 in Weimar) war ein deutscher Kunst- und Literaturhistoriker.

## Leben und Werk
Ruland studierte ab 1851 Philosophie und Kunstgeschichte an den Universitäten in Bonn und Tübingen. Nach seiner Promotion war er ab 1859 Bibliothekar, Privatsekretär und Verwalter der Kunstsammlung des Prinzgemahls Albert von Sachsen-Coburg und Gotha am Hof in London. Er galt als enger Vertrauter der königlichen Familie und blieb nach Alberts Tod Privatsekretär der Königin Viktoria und Erzieher ihrer Kinder. 1870 wurde er Direktor der Großherzoglichen Kunstsammlungen und Museen in Weimar. Ruland war Geheimer Hofrat und wurde 1886 erster Direktor des neu gegründeten Goethe-Nationalmuseums und Präsident der Goethe-Gesellschaft, beide in Weimar. Ab 1894 war Ruland Mitglied der Erfurter Akademie. Er wirkte als Autor an der Allgemeinen Deutschen Biographie mit.
Im März 1873 begleitete er Prinzessin Alice von Großbritannien und Irland, die zweite Tochter von Königin Victoria und die spätere Großherzogin von Hessen und bei Rhein, auf ihrer Italienreise 1873 nach Florenz und Rom. Alice schreibt am 19. Februar 1873 an ihre Mutter: „Der Großherzog von Weimar hat gütigst Herrn Ruland gestattet, uns als Cicerone zu begleiten, was für Gemäldesammlungen u.s.w. sehr nöthig ist“.
Eine anatomische Zeichnung von Leonardo da Vinci (1452–1519), von dem sich alle weiteren Motive im Besitz des Englischen Königshauses in der Bibliothek von Schloss Windsor befinden, könnte über Ruland in die Weimarer Graphischen Sammlung italienischer Meister gelangt sein.

## Schriften
- Die Luther-Ausstellung des Grossherzoglichen Museums zu Weimar. Grossherzogliches Museum, Weimar 1883.
- Die Schätze des Goethe-Nationalmuseums in Weimar. 1887.